# Zeppelin-Gymnasium Stuttgart
Das Zeppelin-Gymnasium (ZG) ist ein naturwissenschaftliches Gymnasium am Stöckach, einem Stadtteil im Stadtbezirk Stuttgart-Ost.

## Profil
Das Zeppelin-Gymnasium hat ein naturwissenschaftliches Profil und bietet sowohl einen achtjährigen (G8) als auch einen neunjährigen (G9) Bildungsgang an. Das Gymnasium ist seit 2010 eine Ganztagesschule. Seit dem Jahr 2008 können Schüler und Schülerinnen bereits ab der fünften Klasse bilingual (deutsch-englisch) unterrichtet werden. Zusätzlich dazu kann mit Spanisch eine weitere Fremdsprache erlernt werden.

## Geschichte
Gegründet wurde das Zeppelin-Gymnasium als Reformrealgymnasium für Jungen am 16. September 1912. Als erste Fremdsprache wurde Französisch unterrichtet. Heute wird Englisch als erste Fremdsprache unterrichtet. Als weitere Fremdsprache kann Latein oder Französisch gewählt werden.
Den heutigen Namen erhielt die Schule erst im Jahr 1953. Das Zeppelin-Gymnasium feierte 2012 sein 100-jähriges Bestehen.

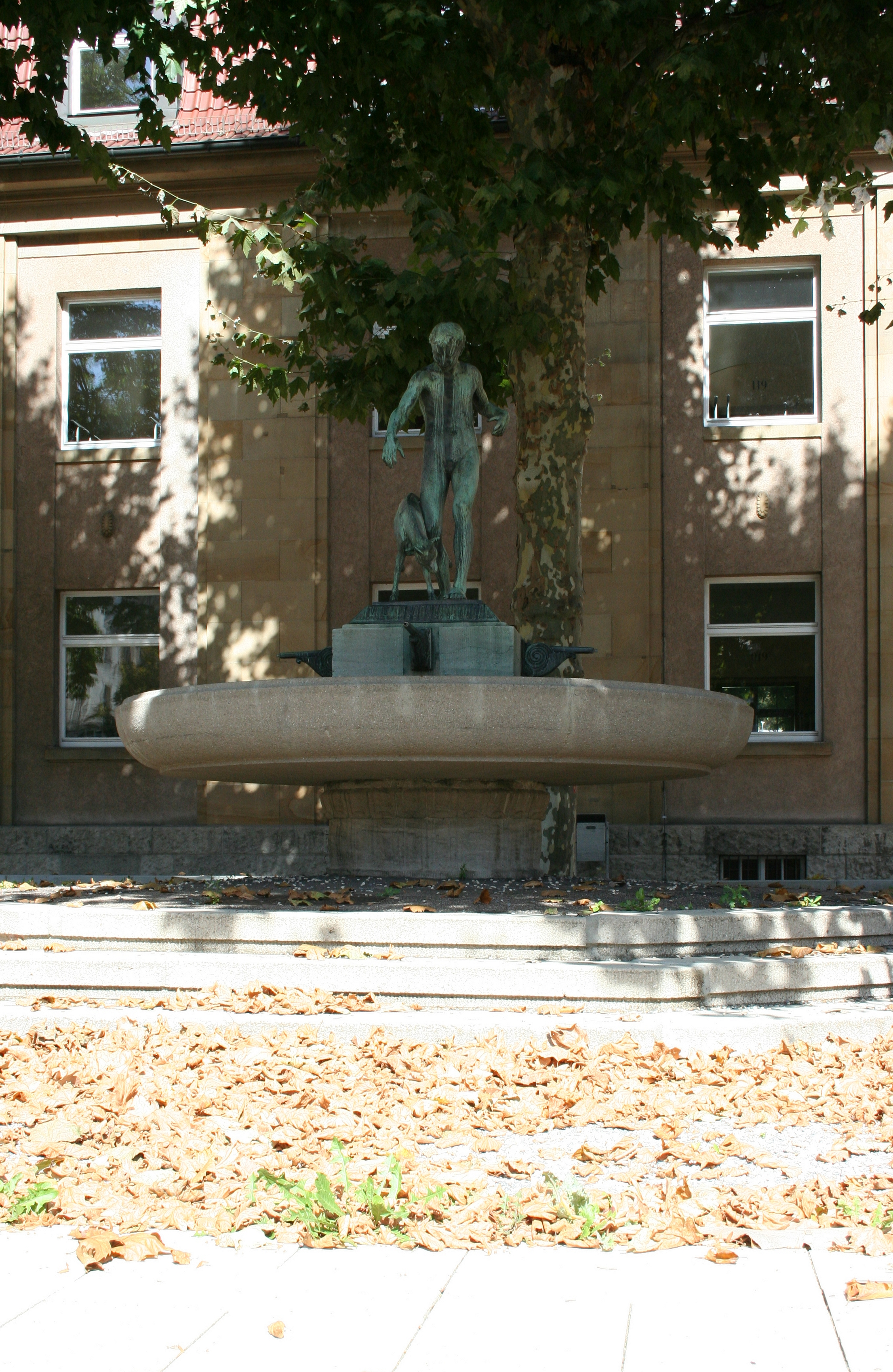
Bocksprungbrunnen auf dem Vorderhof des ZGs

## Infrastruktur
Bis Mitte 2021 gehörte neben dem Hauptgebäude und der Sporthalle auch eine Außenstelle in der Werastraße, die für den Unterricht der Kursstufe genutzt wurde. Die Außenstelle wurde durch einen Erweiterungsbau auf dem Schulhof ersetzt. Der Neubau beinhaltet die neue Mensa der Schule, mehrere Klassenzimmer und einen Aufenthaltsbereich. Gebaut wurde der 8,27 Mio. € teure Erweiterungsbau von Februar 2019 bis September 2021.
In den Räumlichkeiten der bisherigen Cafeteria im Hauptgebäude ist die Unterbringung eines Naturwissenschafts- und Technikraums geplant.
Als eines der wenigen G9-Versuchsgymnasien in Stuttgart verzeichnet das Zeppelin-Gymnasium in den letzten Jahren steigende Anmeldezahlen.

## Auszeichnungen
Das Zeppelin-Gymnasium hat im Jahr 2015 als erstes Gymnasium in Stuttgart die Auszeichnung „Weltethos-Schule“ erhalten, die von der Stiftung Weltethos vergeben wird. Es wurde ausgezeichnet, „weil sich die Schule traditionell intensiv um ein friedliches, von gegenseitiger Akzeptanz und Toleranz getragenes Miteinander bemüht. Diese Bemühungen zeigen sich in sozialen Projekten, im gemeinsamen Miteinander der Schülerinnen und Schüler mit unterschiedlichsten Herkünften, Religionen und Kulturen […].“

## Austauschprogramme
- Schüleraustausch Nancy, Frankreich
- Schüleraustausch Porvoo, Finnland[8]

## Klassenfahrten
- Schullandheim in Süddeutschland (6. Klasse)
- Berlin (11. Klasse)
- Studienfahrt (Jahrgangsstufe 1)[8]

## Bekannte Schulangehörige

### Lehrer
- Wilhelm Pfeiffer (1888–1939), Geologe

### Schüler
- Hans Peter Braun (1935–2000), Politiker (CDU)
- Joachim Schütz (* 1947), Politiker (Grüne)